# Хумористички клуб
„Хумористички клуб” је југословенска телевизијска серија снимљена 1985. године у продукцији Телевизије Београд.

## Улоге
| Глумац                  | Улога |
| ----------------------- | ----- |
| Мија Алексић            |       |
| Слободан Алигрудић      |       |
| Јасмина Аврамовић       |       |
| Љиљана Благојевић       |       |
| Сузана Манчић           |       |
| Андреја Маричић         |       |
| Живојин Жика Миленковић |       |
| Миленко Павлов          |       |
| Никола Симић            |       |

Комплетна ТВ екипа  ▼
| Редитељ    | Каменко Калуђерчић |
| Сценариста | Миломир Ђукановић  |